# Zwitserse Olympische kampioenen
De Zwitserse Olympische kampioenen zijn de Zwitserse atleten die op de Olympische Spelen een gouden medaille behaalden. Sinds de eerste Olympische Zomerspelen van 1896 en de eerste Olympische Winterspelen van 1924 behaalde Zwitserland in totaal 105 gouden medailles.

## Olympische Zomerspelen

### Baanwielrennen
| Naam              | Discipline(s)                 | Jaar |
| ----------------- | ----------------------------- | ---- |
| Robert Dill-Bundi | individuele achtervolging (m) | 1980 |

### Gymnastiek
| Naam | Discipline(s)       | Jaar |
| --- | ------------------- | ---- |
| Louis Zutter | paard voltige (m)   | 1896 |
| Adolf Spinnler | driekamp turnen (m) | 1904 |
| Josef Wilhelm | paard voltige (m)   | 1924 |
| August Güttinger                                                                                                   | brug (m)            | 1924 |
| Hans Grieder August Güttinger Hermann Hänggi Eugen Mack Georges Miez Otto Pfister Eduard Steinemann Melchior Wezel | landenwedstrijd (m) | 1928 |
| Georges Miez | rekstok (m)         | 1928 |
| Georges Miez | meerkamp (m)        | 1928 |
| Hermann Hänggi | paard voltige (m)   | 1928 |
| Eugen Mack | sprong (m)          | 1928 |
| Georges Miez | vloer (m)           | 1936 |
| Karl Frei | ringen (m)          | 1948 |
| Michael Reusch | paard voltige (m)   | 1948 |
| Josef Stalder | rekstok (m)         | 1948 |
| Hans Eugster | paard voltige (m)   | 1952 |
| Jack Günthard | rekstok (m)         | 1952 |
| Donghua Li | paard voltige (m)   | 1996 |

### Judo
| Naam               | Discipline(s) | Jaar |
| ------------------ | ------------- | ---- |
| Jürg Röthlisberger | middengewicht | 1980 |

### Mountainbike
| Naam          | Discipline(s)     | Jaar |
| ------------- | ----------------- | ---- |
| Nino Schurter | cross-country (m) | 2016 |
| Jolanda Neff  | cross-country (v) | 2020 |

### Paardensport
| Naam                    | Discipline(s)        | Jaar |
| ----------------------- | -------------------- | ---- |
| Alphonse Gemuseus       | individueel springen | 1924 |
| Hans Moser              | individuele dressuur | 1948 |
| Henri Chammartin        | individuele dressuur | 1964 |
| Christine Stückelberger | individuele dressuur | 1976 |
| Steve Guerdat           | individueel springen | 2012 |

### Roeien
| Naam                                                                | Discipline(s)                   | Jaar |
| ------------------------------------------------------------------- | ------------------------------- | ---- |
| Willy Brüderlin Max Rudolf Paul Rudolf Hans Walter Paul Staub       | vier-met-stuurman (m)           | 1920 |
| Édouard Candeveau Alfred Felber Emil Lachapelle                     | twee-met-stuurman (m)           | 1924 |
| Émile Albrecht Alfred Probst Eugen Sigg Hans Walter Emil Lachapelle | vier-met-stuurman (m)           | 1924 |
| Hans Schöchlin Karl Schöchlin Hans Bourquin                         | twee-met-stuurman (m)           | 1928 |
| Xeno Müller                                                         | skiff (m)                       | 1996 |
| Michael Gier Markus Gier                                            | lichte dubbel-twee (m)          | 1996 |
| Mario Gyr Simon Niepmann Simon Schürch Lucas Tramèr                 | lichte-vier-zonder-stuurman (m) | 2016 |

### Schermen
| Naam           | Discipline(s)            | Jaar |
| -------------- | ------------------------ | ---- |
| Marcel Fischer | individueel schermen (m) | 2004 |

### Schietsport
| Naam                                                                                | Discipline(s)                     | Jaar |
| ----------------------------------------------------------------------------------- | --------------------------------- | ---- |
| Karl Röderer                                                                        | militair geweer individeel (m)    | 1900 |
| Karl Röderer Konrad Stäheli Louis-Marcel Richardet Friedrich Lüthi Paul Probst      | militair geweer team (m)          | 1900 |
| Konrad Stäheli                                                                      | geknield militair geweer (m)      | 1900 |
| Emil Kellenberger                                                                   | drie posities militair geweer (m) | 1900 |
| Franz Böckli Konrad Stäheli Louis-Marcel Richardet Alfred Grütter Emil Kellenberger | militair geweer team (m)          | 1900 |
| Emil Grünig                                                                         | vrij geweer 300 m drie houdingen  | 1948 |
| Nina Christen                                                                       | 50 m kkg 3-houdingen (v)          | 2020 |

### Tennis
| Naam                             | Discipline(s)  | Jaar |
| -------------------------------- | -------------- | ---- |
| Marc Rosset                      | enkelspel (m)  | 1992 |
| Roger Federer Stanislas Wawrinka | dubbelspel (m) | 2008 |
| Belinda Bencic                   | enkelspel (v)  | 2020 |

### Triatlon
| Naam             | Discipline(s)   | Jaar |
| ---------------- | --------------- | ---- |
| Brigitte McMahon | individueel (v) | 2000 |
| Nicola Spirig    | individueel (v) | 2012 |

### Wegwielrennen
| Naam              | Discipline(s)          | Jaar |
| ----------------- | ---------------------- | ---- |
| Pascal Richard    | individuele wegrit (m) | 1996 |
| Fabian Cancellara | tijdrit (m)            | 2008 |
| Fabian Cancellara | tijdrit (m)            | 2016 |

### Worstelen
| Naam          | Discipline(s)                      | Jaar |
| ------------- | ---------------------------------- | ---- |
| Robert Roth   | vrije stijl zwaargewicht +82.5 kg  | 1920 |
| Hermann Gehri | vrije stijl weltergewicht 66-72 kg | 1924 |
| Fritz Hagmann | vrije stijl middengewicht 72-79 kg | 1924 |
| Ernst Kyburz  | vrije stijl middengewicht 72-79 kg | 1928 |

### Zeilen
| Naam                                                          | Discipline(s)  | Jaar |
| ------------------------------------------------------------- | -------------- | ---- |
| Bernard de Pourtalès Hélène de Pourtalès Hermann de Pourtalès | 1-2 ton race 1 | 1900 |

## Olympische Winterspelen

### Alpineskiën
| Naam                                                                                 | Discipline(s)    | Jaar |
| ------------------------------------------------------------------------------------ | ---------------- | ---- |
| Edy Reinalter                                                                        | slalom (m)       | 1948 |
| Hedy Schlunegger                                                                     | afdaling (v)     | 1948 |
| Madeleine Berthod                                                                    | afdaling (v)     | 1956 |
| Madeleine Berthod                                                                    | combinatie (v)   | 1956 |
| Renée Colliard                                                                       | slalom (v)       | 1956 |
| Roger Staub                                                                          | reuzenslalom (m) | 1960 |
| Yvonne Rüegg                                                                         | reuzenslalom (v) | 1960 |
| Marie-Therese Nadig                                                                  | reuzenslalom (v) | 1972 |
| Marie-Therese Nadig                                                                  | afdaling (v)     | 1972 |
| Heini Hemmi                                                                          | reuzenslalom (m) | 1976 |
| Max Julen                                                                            | reuzenslalom (m) | 1984 |
| Michela Figini                                                                       | afdaling (v)     | 1984 |
| Pirmin Zurbriggen                                                                    | afdaling (m)     | 1988 |
| Vreni Schneider                                                                      | reuzenslalom (v) | 1988 |
| Vreni Schneider                                                                      | slalom (v)       | 1988 |
| Vreni Schneider                                                                      | 1994             |      |
| Didier Défago                                                                        | afdaling (m)     | 2010 |
| Carlo Janka                                                                          | reuzenslalom (m) | 2010 |
| Dominique Gisin                                                                      | afdaling (v)     | 2014 |
| Sandro Viletta                                                                       | combinatie (m)   | 2014 |
| Michelle Gisin                                                                       | combinatie (v)   | 2018 |
| Denise Feierabend Wendy Holdener Daniel Yule Ramon Zenhäusern Luca Aerni (vervanger) | landenwedstrijd  | 2018 |
| Beat Feuz                                                                            | afdaling (m)     | 2022 |
| Lara Gut-Behrami                                                                     | super G (v)      | 2022 |
| Marco Odermatt                                                                       | reuzenslalom (m) | 2022 |
| Corinne Suter                                                                        | afdaling (v)     | 2022 |
| Michelle Gisin                                                                       | combinatie (v)   | 2022 |

### Biatlon
| Naam                                                        | Discipline(s)        | Jaar |
| ----------------------------------------------------------- | -------------------- | ---- |
| Denis Vaucher Anton Julen Alfons Julen Alfred Aufdenblatten | militaire patrouille | 1924 |

### Bobsleeën
| Naam                                                           | Discipline(s)   | Jaar |
| -------------------------------------------------------------- | --------------- | ---- |
| Eduard Scherrer Alfred Neveu Alfred Schläppi Heinrich Schläppi | viermansbob (m) | 1924 |
| Pierre Musy Arnold Gartmann Charles Bouvier Joseph Beerli      | viermansbob (m) | 1936 |
| Felix Endrich Friedrich Waller                                 | tweemansbob (m) | 1948 |
| Franz Kapus Gottfried Diener Robert Alt Heinrich Angst         | viermansbob (m) | 1956 |
| Jean Wicki Edy Hubacher Hans Leutenegger Werner Camichel       | viermansbob (m) | 1972 |
| Erich Schärer Josef Benz                                       | tweemansbob (m) | 1980 |
| Ekkehard Fasser Kurt Meier Marcel Fässler Werner Stocker       | viermansbob (m) | 1988 |
| Gustav Weder Donat Acklin                                      | tweemansbob (m) | 1992 |
| Gustav Weder Donat Acklin                                      | tweemansbob (m) | 1994 |
| Beat Hefti Alex Baumann                                        | tweemansbob (m) | 2014 |

### Curling
| Naam                                                                         | Discipline(s) | Jaar |
| ---------------------------------------------------------------------------- | ------------- | ---- |
| Daniel Müller Diego Perren Dominic Andres Patrick Hürlimann Patrik Lörtscher | mannen        | 1998 |

### Freestyleskiën
| Naam                 | Discipline(s)  | Jaar |
| -------------------- | -------------- | ---- |
| Andreas Schönbächler | aerials (m)    | 1994 |
| Evelyne Leu          | aerials (v)    | 2006 |
| Michael Schmid       | cross (m)      | 2010 |
| Sarah Höfflin        | slopestyle (v) | 2018 |
| Mathilde Gremaud     | slopestyle (v) | 2022 |
| Ryan Regez           | skicross (m)   | 2022 |

### Langlaufen
| Naam          | Discipline(s)         | Jaar |
| ------------- | --------------------- | ---- |
| Dario Cologna | 15 km vrije stijl (m) | 2010 |
| Dario Cologna | skiatlon (m)          | 2014 |
| Dario Cologna | 15 km vrije stijl (m) | 2014 |
| Dario Cologna | 15 km vrije stijl (m) | 2018 |

### Noordse combinatie
| Naam           | Discipline(s)   | Jaar |
| -------------- | --------------- | ---- |
| Hippolyt Kempf | individueel (m) | 1988 |

### Schansspringen
| Naam         | Discipline(s)      | Jaar |
| ------------ | ------------------ | ---- |
| Simon Ammann | normale schans (m) | 2002 |
| Simon Ammann | grote schans (m)   | 2002 |
| Simon Ammann | normale schans (m) | 2010 |
| Simon Ammann | grote schans (m)   | 2010 |

### Skeleton
| Naam          | Discipline(s)   | Jaar |
| ------------- | --------------- | ---- |
| Maya Pedersen | individueel (v) | 2006 |

### Snowboarden
| Naam                | Discipline(s)            | Jaar |
| ------------------- | ------------------------ | ---- |
| Gian Simmen         | halfpipe (m)             | 1998 |
| Philipp Schoch      | parallelreuzenslalom (m) | 2002 |
| Philipp Schoch      | parallelreuzenslalom (m) | 2006 |
| Tanja Frieden       | snowboardcross (v)       |      |
| Daniela Meuli       | parallelreuzenslalom (v) |      |
| Iouri Podladtchikov | halfpipe (m)             | 2014 |
| Patrizia Kummer     | parallelreuzenslalom (v) | 2014 |
| Nevin Galmarini     | parallelreuzenslalom (m) | 2018 |